# Alchemilla consobrina
Alchemilla consobrina är en rosväxtart som beskrevs av Sergei Vasilievich Juzepczuk. Alchemilla consobrina ingår i släktet daggkåpor, och familjen rosväxter. Inga underarter finns listade i Catalogue of Life.